# Ensina azorica
Ensina azorica är en tvåvingeart som beskrevs av Frey 1945. Ensina azorica ingår i släktet Ensina och familjen borrflugor. Inga underarter finns listade i Catalogue of Life.